# Ferae
Ferae is een groep (grandorde) van placentadieren die de roofdieren (Carnivora), schubdieren (Pholidota) en enkele uitgestorven groepen omvat.
De Ferae wordt gevorm door twee claden: de Pan-Carnivora en de Pholidotamorpha. De eerste groep omvat de Carnivoramorpha bestaande uit de echte carnivoren en diens uitgestorven verwanten, de Hyaenodonta en de Oxyaenodonta. Deze laatste twee groepen van uitgestorven roofzoogdieren werden voorheen tot de orde Creodonta gerekend, maar worden nu als twee aparte groepen gezien. De Pholidotamorpha omvat naast de schubdieren ook de Palaeanodonta, een groep van uitgestorven insekteneters.
De groep werd oorspronkelijk door Linnaeus ingevoerd voor allerlei roofdieren, de opossums, de egels, de mollen en de vleermuizen. De term werd later onder andere gebruikt in Classification of mammals, het standaardwerk uit 1997 van Malcolm McKenna en Susan Bell, met de hierboven genoemde inhoud. De verwantschap tussen roofdieren en schubdieren is later ook door genetische studies bevestigd. Volgens die studies zijn de onevenhoevigen de nauwste verwanten van de Ferae; samen vormen deze twee groepen de Zooamata. Grotere groepen waar de Ferae toe behoort zijn de Fereuungulata of de Pegasoferae en de Laurasiatheria.